# Rue Jean Mereaux
 (août 2022).
Si vous disposez d'ouvrages ou d'articles de référence ou si vous connaissez des sites web de qualité traitant du thème abordé ici, merci de compléter l'article en donnant les références utiles à sa vérifiabilité et en les liant à la section « Notes et références ».
La rue Jean Mereaux est une rue bruxelloise de la commune d'Auderghem dans le quartier de La Corée.
Elle n'a jamais été tracée à cause de l'implantation de l'ADEPS, mais figure sur certaines cartes.

## Historique et description
Le 24 mars 1950, le conseil voulut donner ce nom à une rue encore à tracer, dans le quartier du Blankedelle. 
Cette rue devant relier l’avenue Charles Schaller à l’avenue Hugo van der Goes ne se créa jamais à cause de l’implantation dans ce quartier du Centre sportif de l’ADEPS.
Le nom de la rue vient du soldat Jean Mereaux, né le 6 septembre 1916 à Auderghem, tué en août 1943 à Magerotte en tant que membre du Front de l’Indépendance : raison pour laquelle son nom n'est pas repris dans la liste des soldats belges morts pour la patrie sur le site officiel du War Heritage Institute.